# Pyotraumatická dermatitida

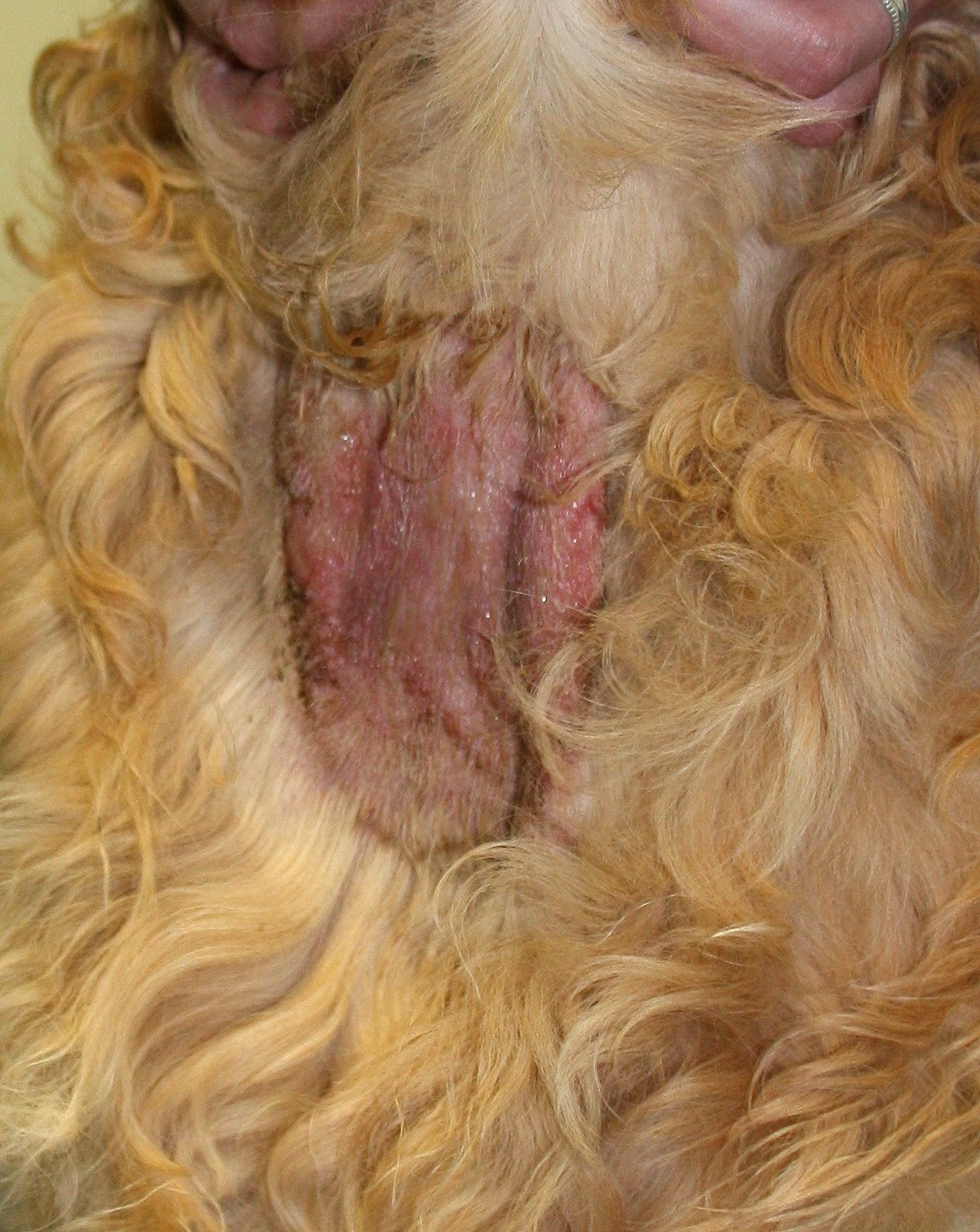
postižený krk zlatého retrívra

Pyotraumatická dermatitida, akutní mokvavá dermatitida (dermatitis pyotraumatica, acute moist dermatitis) nebo také „horké místo“ (Hot spot) je onemocnění kůže postihující nejčastěji psy.

## Příčiny
Toto onemocnění je způsobeno autotraumatizací, kdy se pacient škrábe, kouše nebo odírá místa v důsledku lokální bolestivosti nebo pocitu svědění. Mezi vyvolávající příčiny těchto nepříjemných pocitů patří alergie na bleší kousnutí, reakce na jiný bodavý hmyz, zevní parazité jako např. klíšťata, problémy s paraanálními váčky, cizí tělesa (trny, osiny, semena...), povrchová poranění (pokousání), zplstnatělá srst, drobné nečistoty, povrchová poranění, zánět zevního zvukovodu, kontaktní dráždivé látky apod. V důsledku až maniakální traumatizace postiženého místa dochází během několika minut až hodin k tvorbě zarudlého, mokvavého ložiska bez srsti, které je silně svědivé. Takové „horké místo“ se nachází zpravidla v blízkosti prvotního problému.
Predisponovaná jsou dlouhosrstá plemena s bohatým a hustým osrstěním jako např. svatobernardský pes, novofundlanský pes, německý ovčák, čau-čau, bernský salašnický pes, zlatý retrívr, ale i některá krátkosrstá (rotvajler). Onemocnění většinou vzniká v teplém a vlhkém letním počasí, kdy nedochází ke správné ventilaci kůže. Komplikujícím faktorem je špatně udržovaná zplstnatělá srst. Pokud není léčba rychle zahájena, proces se rychle šíří a onemocnění se může šířit i do chlupových folikulů, případně ještě hlouběji.

## Symptomatologie a diagnostika
Rychle se rozvíjející změny mají většinou kruhový tvar o průměru několika centimetrů. Jsou silně červeně zabarvené, tvoří se mokvavé eroze a dochází k lokální ztrátě srsti. Postižené místo na sebe upozorní přítomností chlupů, které jsou slepené raným sekretem a nutkavou snahou zvířete o další traumatizaci léze. Nacházíme zpravidla pouze jedno pyotraumatické ložisko s dominantní lokalizací v bederní a křížové krajině, na bocích stehen, v okolí ocasu, na krku a poblíž uší.
Onemocnění diagnostikujeme na základě anamnézy, klinických příznaků a souvislosti s primární příčinou.

## Terapie a prevence
Léčba bývá úspěšná, ale musíme s ní začít včas. Okolí mokvavého procesu odmastíme, ostříháme a lézi vyčistíme jemným dezinfekčním roztokem (chlorhexidin, etyllaktát). Někdy je zapotřebí před vlastním ošetřením pacienta sedovat kvůli enormní bolestivosti. Následující léčba spočívá v aplikaci adstringentních roztoků. V současnosti doporučujeme použití veterinárních šamponů s potřebnými účinky (antiseptický, adstringeční, s lokálními anestetiky…). U vysoce zánětlivých a bolestivých stavů, kdy je nutné přerušit bludný kruh svědivosti (pruritu), bolesti a traumatizace, je možné podávat kortikoidy 5–7 dní. Použití límce zabrání automutilaci. Nejdůležitějším terapeutickým zásahem je odstranění vyvolávající příčiny. Pokud se vyvine stav pyotraumatické folikulitidy je většinou potřeba nasadit celkově i antibiotickou léčbu.
Pro prevenci se doporučuje pravidelná péče o srst, čištění uší, kontrola naplněnosti análních váčků a dodržování antiparazitární program (protibleší program a boj proti klíšťatům).